# Lemoniadowy Joe
Lemoniadowy Joe (czes.: Limonádový Joe aneb Koňská opera) – film produkcji czechosłowackiej z 1964 w reżyserii Oldřicha Lipskiego, na motywach powieści Jiříego Brdečki. Film został wyselekcjonowany jako czechosłowacki kandydat do rywalizacji o 37. rozdanie Oscara w kategorii najlepszego filmu nieanglojęzycznego, ale nie uzyskał nominacji.

## Fabuła
Parodia westernu (nazywana knedliczkowym westernem). Film nie ma klasycznej fabuły, zawiera sceny z miasta Stetson City, rozgrywające się w roku 1885. W mieście miejscowi rewolwerowcy piją alkohol i wymieniają między sobą błyskotliwe dialogi. W miejscowym salonie Tornado Lou śpiewa piosenkę o whisky (Whisky to je moje gusto). W Stetson City pojawia się jasnowłosy rewolwerowiec, który zamawia lemoniadę Kolaloka (od nazwiska producenta) z tego powodu nazywają go Lemoniadowym Joe.
Film zrealizowany jako czarno-biały, jednak pojedyncze sceny zostały podbarwione na rozmaite, ale jednolite kolory.
Zdjęcia kręcono w studiu w Barrandovie, a także w kamieniołomie k. Mořiny w pobliżu Karlštejnu.

## Obsada
- Karel Fiala jako Lemoniadowy Joe
- Rudolf Deyl jako Doug Badman
- Miloš Kopecký jako Horac Badman zwany Hogofogo
- Květa Fialová jako Tornado Lou
- Olga Schoberová jako Winnifred
- Josef Hlinomaz jako Gripo
- Waldemar Matuška jako Kojot Kid
- Karel Effa jako Pancho Kid
- Eman Fiala jako pianista
- Jiří Steimar jako Kolalok
- Oldřich Lukeš jako szeryf
- Bohus Záhorský jako Ezra Goodman
- Vladimír Menšík jako barman
- Jiří Lír jako barman
- Miloš Vavruška jako bandyta
- Václav Štekl jako kasjer

## Nagrody i wyróżnienia
W 1964 film został wyróżniony Srebrną Muszlą na Festiwalu Filmowym w San Sebastián.

## Wersja polska
Wersja polska: Studio Opracowań Filmów w Warszawie

Reżyseria: Henryka Biedrzycka

Dialogi: Krystyna Uniechowska

Teksty piosenek: Joanna Kulmowa

Dźwięk: Jerzy Bolesławski

Montaż: Danuta Sierant

Kierownictwo produkcji: Tadeusz Simiński

Wystąpili:
- Zdzisław Słowiński – Lemoniadowy Joe
- Wieńczysław Gliński – Doug Badman
- Jerzy Tkaczyk – Hogofogo
- Aniela Świderska – Tornado Lou
- Aleksandra Zawieruszanka – Winnifred
- Janusz Ziejewski – Grimpo
- Andrzej Gawroński – Kojot Kid
- Andrzej Żarnecki – Pancho Kid

Wykonanie piosenek: Anna Dobrowolska, Jadwiga Prolińska, Wieńczysław Gliński, Tadeusz Woźniakowski, Andrzej Żarnecki